# Maurice Filion
Pour les articles homonymes, voir Filion.
Pour le trophée de la Ligue de hockey junior majeur du Québec, voir Trophée Maurice-Filion.
Maurice Filion (né le 12 février 1932 à Montréal au Québec au Canada et mort le 28 juillet 2017) est un ancien entraîneur et directeur-gérant de hockey sur glace.

## Carrière
Maurice fillion quitte son emploi au Bell Téléphone en 1961 pour devenir le 1er instructeur du  Montréal Olympique pendant deux saisons. d'abord dans la ligue ETIHL puis dans la ligue QEPHL.   Par la suite en 1966 il deviendra le premier instructeur des Rangers de Drummondville qu'il dirigera pendant deux saisons et il conduira cette équipe au sommet du classement de la ligue lors de la saison 1967 1968. En 1969 il  passe  derrière le banc des Remparts de Québec de la Ligue de hockey junior majeur du Québec. Il reste à ce poste pendant trois saisons, menant son équipe à deux reprises à la première place de la saison régulière puis à la victoire lors des séries éliminatoires de la LHJMQ. Il remporte la Coupe Memorial de la Ligue canadienne de hockey en 1971. L'équipe compte entre autres dans ses rangs la future vedette du hockey professionnel : Guy Lafleur. À titre personnel, il est sélectionné en tant qu'entraîneur de la seconde équipe d'étoiles alors qu'il était dans la première équipe la saison passée.
En 1972, il quitte les Remparts pour rejoindre la nouvelle franchise professionnelle de la ville en ligue majeur : les Nordiques de Québec de l'Association mondiale de hockey. Il est engagé en tant que recruteur de l'équipe mais change rapidement de poste alors que Maurice Richard quitte ses fonctions d'entraîneur après seulement deux parties derrière le banc de l'occupe lors de la saison 1972-1973.
Il quitte le poste d'entraîneur de l'équipe alors que celle-ci termine à la cinquième place de la division est, non qualifiée pour les séries. Il laisse sa place à Jacques Plante pour la saison suivante et lors de l'été 1974, il devient directeur-gérant de la franchise de l'AMH. Sous sa direction, l'équipe remporte le trophée mondial Avco du champion des séries de l'AMH en saison 1976-1977. Il reprend brièvement du service comme entraîneur la saison suivante, après le congédiement de Marc Boileau, puis retourne à ses fonctions de directeur-gérant après les séries éliminatoires. Les Nordiques sont admis dans la Ligue nationale de hockey en 1979, en compagnie de trois autres équipes de l'AMH. 
En 1980-1981, il prend la suite de Jacques Demers derrière le banc de l'équipe mais ne reste pas longtemps en poste puisqu'il met Michel Bergeron à sa place au bout de six matchs de la saison. Il met fin à sa collaboration avec les Nordiques lors de l'été 1990 en ayant laissé partir Michel Goulet et Peter Šťastný. Par la suite, il reste dans le monde du sport en tant que vice-président l'équipe de football de l'Université Laval puis en tant que préfet de discipline de la LHJMQ.
Depuis l'année 2005-2006, le trophée Maurice-Filion récompense le meilleur directeur-général de la LHJMQ.

## Statistiques
| Saison    | Équipe              | Ligue |    | PJ | V  | D | N                      |  | Séries éliminatoires |
| 1972-1973 | Nordiques de Québec | AMH   | 76 | 32 | 39 | 5 | Non qualifiés          |  |                      |
| 1977-1978 | Nordiques de Québec | AMH   | 21 | 13 | 7  | 1 | Défaite en demi-finale |  |                      |
| 1980-1981 | Nordiques de Québec | LNH   | 6  | 1  | 3  | 2 | Non qualifiés          |  |                      |

## Trophées et honneurs
- Ligue de hockey junior majeur du Québec
  - 1969-1970
    - entraîneur de la première équipe d'étoiles
    - Trophée Jean-Rougeau de la meilleure équipe de la saison
    - Coupe du président du champion des séries

  - 1970-1971
    - entraîneur de la seconde équipe d'étoiles
    - Trophée Jean-Rougeau de la meilleure équipe de la saison
    - Coupe du président du champion des séries
- Ligue canadienne de hockey
  - 1970-1971 — Coupe Memorial

### Bannière hommage
Une bannière hommage est présente au Centre Vidéotron pour lui rendre hommage sur sa carrière avec les équipes de Québec depuis le 1er février 2019. 
- Maurice Fillion - Remparts de Québec - Entraîneur - 1969 à 1972 - Nordiques de Québec - Entraîneur et Directeur-Gérant - 1972 à 1992[6]

## Vie personnelle
Il est marié avec Fernande Bertrand et ils ont trois enfants, Raymond, Marc et Mario Filion. 
Il est le père du journaliste et animateur de télévision Raymond Filion.